# Uto von Kyburg
Uto von Kyburg auch Utto verschrieben auch als Otto (* Burg Kyburg; † 24. September 1108 in St. Blasien) war von 1086 bis 1108 Abt im Kloster St. Blasien im Südschwarzwald. Er entstammte dem Adelsgeschlecht von Kyburg und ist ein Seliger.  

## Leben
Unter Abt Uto wurde mit Urkunde vom 11. September 1094 der erste grundlegende Neubau des Klosters St. Blasien begonnen. Zum gleichen Zeitpunkt entsandte er auf Weisung von Papst Urban II. und Bischof Ulrich I. von Passau den Prior Hartmann nach Göttweig, um das dortige Chorherrenstift in ein Benediktinerkloster umzuwandeln.
Um 1090 entsandte er Mönche in das neugegründete Kloster Ochsenhausen. Das Kloster Alpirsbach stattete er mit Freiheiten aus.
Im Jahr 1093 wurde Werner von Ellerbach als Vorsteher einer Gruppe von Mönchen nach Kloster Wiblingen entsandt. Wiblingen wurde damit eine Filialgründung.
Um 1100 entsteht aus einer Schenkung das Kloster Weitenau. 